# Stadion Olimpijski w Radisie
Stadion Olimpijski (arabski:ستاد 7 نوفمبر, fr. Stade olympique de Radès) – wielofunkcyjny stadion w Radisie w Tunezji. Najczęściej pełni rolę stadionu piłkarskiego a swoje mecze rozgrywa na nim reprezentacja Tunezji. Stadion pomieści 60 000 widzów i został zbudowany w 2001 roku na potrzeby igrzysk śródziemnomorskich. Obiekt kosztował ponad 250 milionów $.